# Norman Wilmshurst Gwatkin
Sir Norman Wilmshurst Gwatkin, britanski general, * 1899, † 1971.